# Hemanthias signifer
Hemanthias signifer är en fiskart som först beskrevs av Garman, 1899.  Hemanthias signifer ingår i släktet Hemanthias och familjen havsabborrfiskar. IUCN kategoriserar arten globalt som livskraftig. Inga underarter finns listade i Catalogue of Life.